# Basil of Baker Street
Basil of Baker Street é uma série literária infantil criada por Eve Titus e ilustrada por Paul Galdone, que contam as aventuras dos detetives particulares de Londres, Basil e seu companheiro, o doutor David Q. Dawson, dois ratos.
A Walt Disney Pictures adaptou o livro para cinema, tendo produzido e lançado o filme The Great Mouse Detective em 1986.

## Livros da série
- Basil of Baker Street (1958)
- Basil and the Lost Colony (1964)
- Basil and the Pygmy Cats (1971)
- Basil in Mexico (1976)
- Basil in the Wild West (1982)